# Смит, Джеймс (поэт)
Джеймс Смит (англ. James Smith; 10 февраля 1775, Лондон, — 24 февраля 1839, там же) — британский поэт, писатель
, пародист, сатирик
, юрист и законодатель. Остроумец, завсегдатай аристократических салонов.
Брат писателя Горация Смита. Сын поверенного. Учился в Школе Чигуэлл, New College at Hackney, коммерческой школе и академии в Камберуэлле. Сменил отца на посту поверенного в Совете артиллерийского вооружения в 1812 г.
Прославился замечательной коллекцией пародий на современных ему английских поэтов, таких как Вордсворт, Саути, Коббетт, Крабб и Кольридж, написанных им и его младшим братом . Этот сборник, в который брат добавил пародии, в частности, на В. Скотта, Т. Мура, М. Льюиса, Фицджеральда и Боулза и др. Сборник был опубликован под названием «Отвергнутые послания» (Rejected Addresses, 1812); другие издания 1871 и 1890). Тиражи имели ошеломляющий успех. Аналогичный сборник «Гораций в Лондоне» был издан в 1813 году .